# 1988 AE5
1988 AE5 är en asteroid i huvudbältet som upptäcktes den 14 januari 1988 av den belgiske astronomen Henri Debehogne vid La Silla-observatoriet.
Den har den diameter på ungefär 11 kilometer och den tillhör asteroidgruppen Eos.